# Axiomensystem
Ein Axiomensystem (auch: axiomatisches System) ist ein System von grundlegenden Aussagen, Axiomen, die ohne Beweis angenommen werden und aus denen alle Sätze (Theoreme) einer Theorie logisch abgeleitet werden. Die Ableitung erfolgt dabei durch die Regeln eines formalen logischen Kalküls. Eine Theorie besteht aus einem Axiomensystem und all seinen daraus abgeleiteten Theoremen. Mathematische Theorien werden in der Regel als Elementare Sprache (auch: Sprache erster Stufe mit Symbolmenge) im Rahmen der Prädikatenlogik erster Stufe axiomatisiert.
Ein Axiomensystem als Produkt der Axiomatisierung eines Wissensgebietes dient der präzisen, ökonomischen und übersichtlichen „Darstellung der in ihm geltenden Sätze und der zwischen ihnen bestehenden Folgerungszusammenhänge“. Die Axiomatisierung zwingt zugleich zu einer eindeutigen Begrifflichkeit. Elemente eines axiomatischen Systems sind:
1. ein Alphabet, aus denen die Ausdrücke nach gewissen Regeln hergestellt werden;
2. eine Menge von grundlegenden Ausdrücken – den Axiomen – und
3. ein System logischer Schlussregeln (Kalkül) zur Ableitung weiterer Ausdrücke, den Theoremen.

## Ein Beispiel: Die Theorie der Gruppen
Die Theorie der Gruppen formuliert man als elementare Sprache im Rahmen der Prädikatenlogik erster Stufe.
1. Das Alphabet: Alle Ausdrücke der elementaren Sprache {\displaystyle L^{S}}, die – zusätzlich zu den logischen Symbolen und der Gleichheit (hier mit {\displaystyle \equiv } dargestellt) – die Symbolmenge {\displaystyle S_{\mathrm {Grp} }=\{e,(-)^{-1},\circ \}} enthält. Dabei ist {\displaystyle e} eine Konstante (neutrales Element), {\displaystyle (-)^{-1}} ein einstelliges Funktionssymbol (Inversion) und {\displaystyle \circ } ein zweistelliges Funktionssymbol (Verknüpfung von Gruppenelementen).
2. Die Gruppenaxiome sind
  1. {\displaystyle \forall x\forall y\forall z((x\circ y)\circ z\equiv x\circ (y\circ z))}
  2. {\displaystyle \forall x(x\circ e\equiv x)}
  3. {\displaystyle \forall x(e\circ x\equiv x)}
  4. {\displaystyle \forall x(x^{-1}\circ x\equiv e)}
  5. {\displaystyle \forall x(x\circ x^{-1}\equiv e)}
3. Das verwendete logische System: Der Sequenzenkalkül der Prädikatenlogik erster Stufe

## Eigenschaften von Axiomensystemen
Wir bezeichnen im Folgenden wie üblich die Ableitbarkeitsrelation des zugrundegelegten logischen Kalküls (Sequenzenkalkül, Kalkül des natürlichen Schließens) mit {\displaystyle \vdash }; sei {\displaystyle Cn(\Gamma )=\{\mathrm {A} \mid \Gamma \vdash \mathrm {A} \}} die zugehörige Inferenzoperation, die also jeder Menge M von Axiomen die zugehörige Theorie {\displaystyle T=Cn(M)} zuordnet.
Die Inferenzoperation ist ein Hüllenoperator, d. h., es gilt insbesondere {\displaystyle Cn(T)=Cn(Cn(M))=Cn(M)} (Idempotenz des Hüllenoperators).
Deshalb sind Theorien deduktiv abgeschlossen, man kann also nichts Weiteres aus T herleiten, was nicht schon aus M beweisbar wäre. M nennt man auch eine Axiomatisierung von T.

### Konsistenz
Eine Menge {\displaystyle M} von Axiomen (und auch die dazugehörende Theorie {\displaystyle T}) wird konsistent (oder widerspruchsfrei) genannt, falls man aus diesen Axiomen keine Widersprüche ableiten kann. Das bedeutet: Es ist nicht möglich, sowohl einen Satz {\displaystyle A} als auch seine Negation {\displaystyle \neg A} mit den Regeln des Axiomensystems aus {\displaystyle M} (bzw. {\displaystyle T}) herzuleiten.
In Worten von Tarski:

„Man nennt eine deduktive Disziplin widerspruchsfrei, wenn keine zwei Lehrsätze dieser Disziplin einander widersprechen oder, mit anderen Worten, wenn von zwei beliebigen sich widersprechenden Sätzen (...) mindestens einer nicht bewiesen werden kann.“

### Unabhängigkeit
Ein Ausdruck {\displaystyle A} wird unabhängig von einer Menge {\displaystyle M} von Axiomen genannt, wenn {\displaystyle A} nicht aus den Axiomen in {\displaystyle M} hergeleitet werden kann. Entsprechend ist eine Menge {\displaystyle M} von Axiomen unabhängig, wenn jedes einzelne der Axiome in {\displaystyle M} von den restlichen Axiomen unabhängig ist:
{\displaystyle M\setminus A\nvdash A} für alle {\displaystyle A\in M}.
Prägnant zusammengefasst: „Unabhängig sind die Axiome, wenn keines von ihnen aus den anderen ableitbar ist“.

### Syntaktische Vollständigkeit
Eine Menge {\displaystyle M} von Axiomen wird syntaktisch vollständig (auch negationstreu) genannt, wenn für jeden Satz {\displaystyle A} der Sprache gilt, dass der Satz {\displaystyle A} selbst oder seine Negation {\displaystyle \neg A} aus den Axiomen in {\displaystyle M} hergeleitet werden kann. Dazu gleichbedeutend ist, dass jede Erweiterung von {\displaystyle M} durch einen bisher nicht beweisbaren Satz widersprüchlich wird. Analoges gilt für eine Theorie. Vollständige Theorien zeichnen sich also dadurch aus, dass sie keine widerspruchsfreien Erweiterungen haben.
Vorsicht: Die syntaktische Vollständigkeit einer Theorie darf nicht mit der semantischen Vollständigkeit aus der Modelltheorie verwechselt werden.

## Modelle und Beweise von Widerspruchsfreiheit, Unabhängigkeit und Vollständigkeit
Für das Folgende nehmen wir an, dass der zugrundeliegende Kalkül korrekt ist; d. h., dass jede syntaktische Ableitung auch die semantische Folgerung impliziert. Dies ist eine Minimalforderung an ein axiomatisches System, die z. B. für den Sequenzenkalkül der Prädikatenlogik erster Stufe gilt.
Wenn es zu einem Axiomensystem ein Modell gibt, dann ist M widerspruchsfrei. Denn angenommen, es gäbe einen Ausdruck A mit {\displaystyle M\vdash A} und {\displaystyle M\vdash \neg A}, dann wäre jedes Modell von M sowohl Modell von {\displaystyle A} als auch von {\displaystyle \neg A}. Das ist nicht möglich.
Die Widerspruchsfreiheit eines Axiomensystems lässt sich also durch Angabe eines einzigen Modells zeigen. So folgt z. B. die Widerspruchsfreiheit der obigen Axiome der Gruppentheorie durch die Angabe der konkreten Menge {\displaystyle \{0,1\}} mit {\displaystyle e=0} und der Definition von {\displaystyle \circ } durch die Addition modulo 2 ({\displaystyle 0\circ 0=0,0\circ 1=1\circ 0=1,1\circ 1=0}).
Modelle kann man auch verwenden, um die Unabhängigkeit der Axiome eines Systems zu zeigen: Man konstruiert zwei Modelle für das Teilsystem, aus dem ein spezielles Axiom A entfernt wurde – ein Modell, in dem A gilt und ein anderes, in dem A nicht gilt.
Zwei Modelle heißen isomorph, wenn es eine eineindeutige Korrespondenz zwischen ihren Elementen gibt, die sowohl Relationen als auch Funktionen erhält. Ein Axiomensystem, für das alle Modelle zueinander isomorph sind, heißt kategorisch. Ein kategorisches Axiomensystem ist vollständig. Denn sei das Axiomensystem nicht vollständig; d. h., es gebe einen Ausdruck {\displaystyle A}, für den weder {\displaystyle A} noch {\displaystyle \neg A} aus dem System herleitbar ist, dann gibt es sowohl ein Modell für {\displaystyle M\cup \{A\}} als auch eines für {\displaystyle M\cup \{\neg A\}}. Diese beiden Modelle, die natürlich auch Modelle für {\displaystyle M} sind, sind aber nicht isomorph.

## Axiomensysteme in einzelnen Bereichen

### Logik
Für die elementare Aussagenlogik, die Prädikatenlogik erster Stufe und verschiedene Modallogiken gibt es axiomatische Systeme, die die genannten Anforderungen erfüllen.
Für die Prädikatenlogiken höherer Stufen lassen sich nur widerspruchsfreie, aber nicht vollständige axiomatische Systeme entwickeln. Das Entscheidungsproblem ist in ihnen nicht lösbar.

### Arithmetik
Für die Arithmetik gilt der Gödelsche Unvollständigkeitssatz. Dies wird weiter unten diskutiert.

### Geometrie
David Hilbert gelang es 1899, die euklidische Geometrie zu axiomatisieren.

### (Sonstige) Axiomensysteme aus dem Bereich der Mathematik
- Huntingtonsches Axiomensystem
- Peano-Dedekindsches Axiomensystem der Arithmetik
- Wahrscheinlichkeitstheorie
- Zermelo-Fraenkel-Mengenlehre

### Physik
Günther Ludwig legte in den 1980er Jahren eine Axiomatisierung der Quantenmechanik vor.

### Sprachwissenschaft
Karl Bühler versuchte 1933, eine Axiomatik der Sprachwissenschaft zu entwickeln.

### Wirtschaftstheorie
Arnis Vilks schlug 1991 ein Axiomensystem für die neoklassische Wirtschaftstheorie vor.

## Axiomatisches System und Gödelscher Unvollständigkeitssatz
Die Gödelschen Unvollständigkeitssätze von 1931 sprechen über höchstens rekursiv aufzählbar axiomatisierte Theorien, die in der Logik erster Stufe formuliert sind. Es wird ein vollständiger und korrekter Beweiskalkül für die Logik erster Stufe vorausgesetzt. Der erste Satz besagt: Falls die Axiome der Arithmetik widerspruchsfrei sind, dann ist die Arithmetik unvollständig. Es gibt also mindestens einen Satz {\displaystyle \Phi _{G}}, sodass weder {\displaystyle \Phi _{G}} noch seine Negation ¬{\displaystyle \Phi _{G}} in der Arithmetik beweisbar sind. Des Weiteren lässt sich zeigen, dass jede Erweiterung der Axiome, die rekursiv aufzählbar bleibt, ebenfalls unvollständig ist. Damit ist die Unvollständigkeit der Arithmetik ein systematisches Phänomen und lässt sich nicht durch eine einfache Erweiterung der Axiome beheben. Der zweite Unvollständigkeitssatz besagt, dass sich insbesondere die Widerspruchsfreiheit der Arithmetik nicht im axiomatischen System der Arithmetik beweisen lässt.